# نظام اشیا
نظام اشیاء (به فرانسوی: Le Système des objets)، یکی از کتاب‌های ژان بودریار، فیلسوف فرانسوی است که در سال ۱۹۶۸ منتشر شده. این کتاب درواقع براساس پایان‌نامه دکتری بودریار نوشته شده که تحت هدایت کمیته ای متشکل از رولان بارت، پیر بوردیو و آنری لوفور، تدوین شد.